# Kaufingerstraße
Die Kaufingerstraße ist eine der ältesten Straßen Münchens und gehört zusammen mit der Neuhauser Straße, ihrer Fortsetzung nach Westen, zu den wichtigsten Einkaufsstraßen Münchens.

## Lage

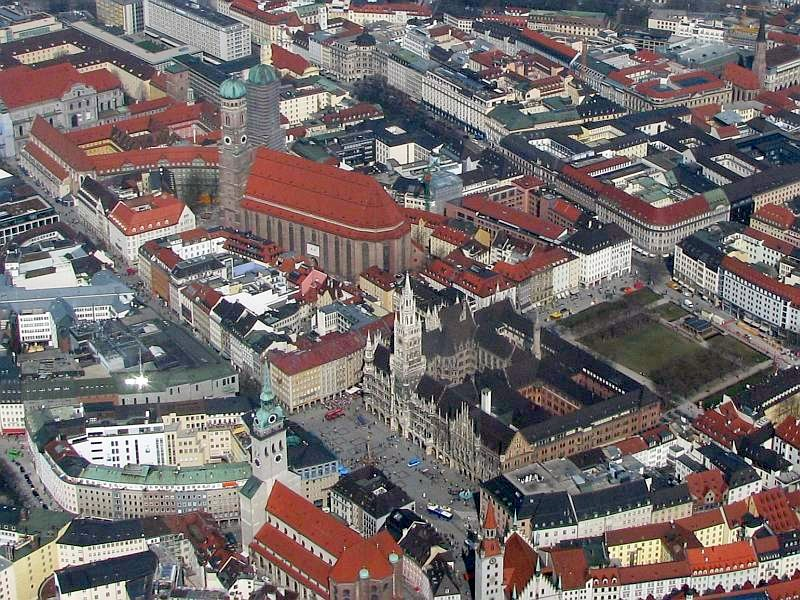
Luftbild von der Kaufingerstraße (links oben) zum Marienplatz (Mitte unten)

Die Kaufingerstraße grenzt westlich am Marienplatz an und ist Teil der großen West-Ost-Achse der historischen Altstadt und somit Teil der Salzstraße von Salzburg bzw. Reichenhall über Landsberg in die Schweiz. Sie beginnt am Marienplatz und endet an der Kreuzung Färbergraben / Augustinerstraße, die in etwa der Lage des Grabens der leonischen Stadtbefestigung folgen. Dort beginnt ihre Verlängerung, die Neuhauser Straße.

## Geschichte

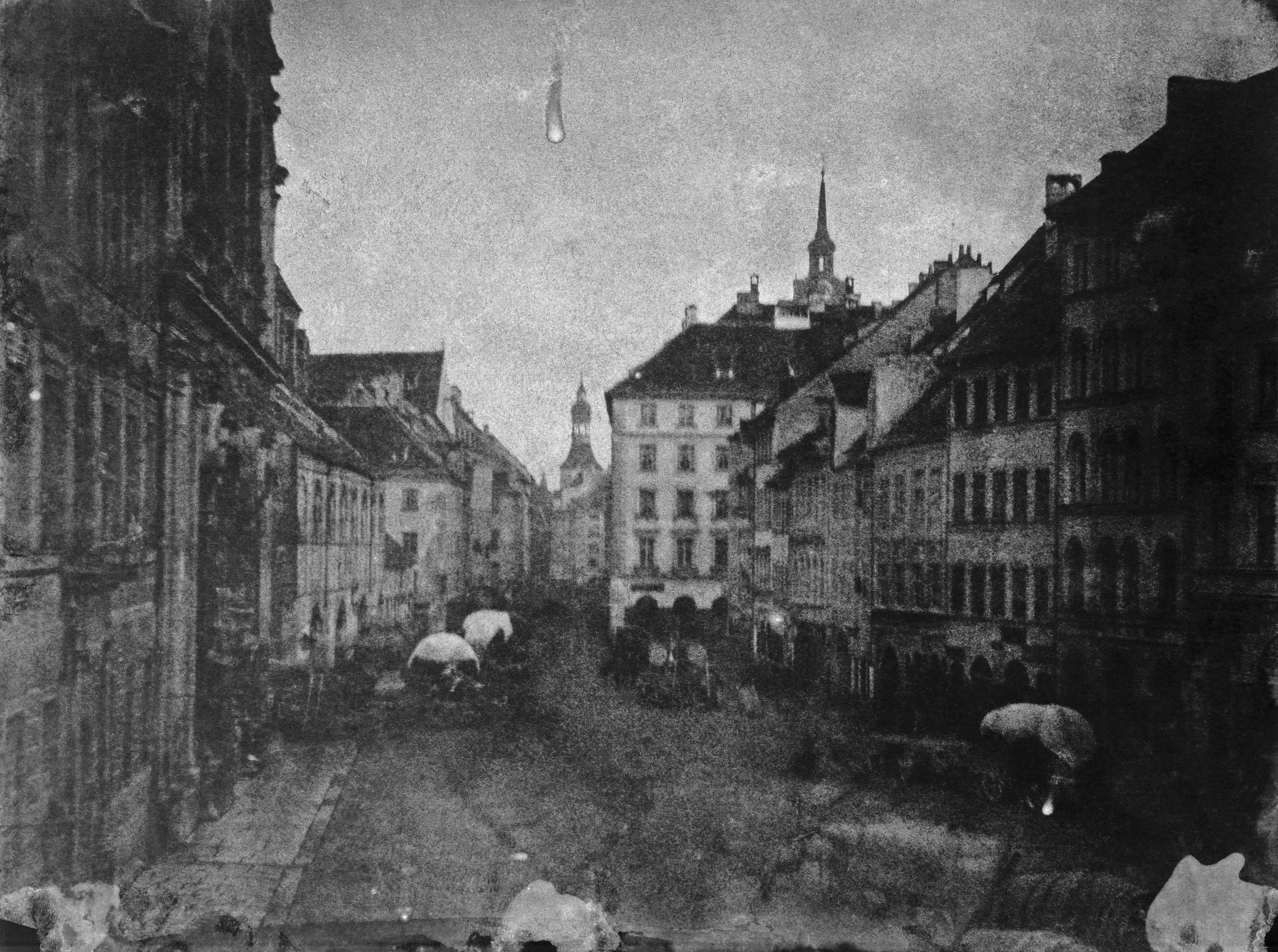
Die Michaelskirche linksstehend auf der Neuhauser Straße mit Blick auf die Kaufingerstraße in München, Chlorsilberpapierfotografie, Juli 1839

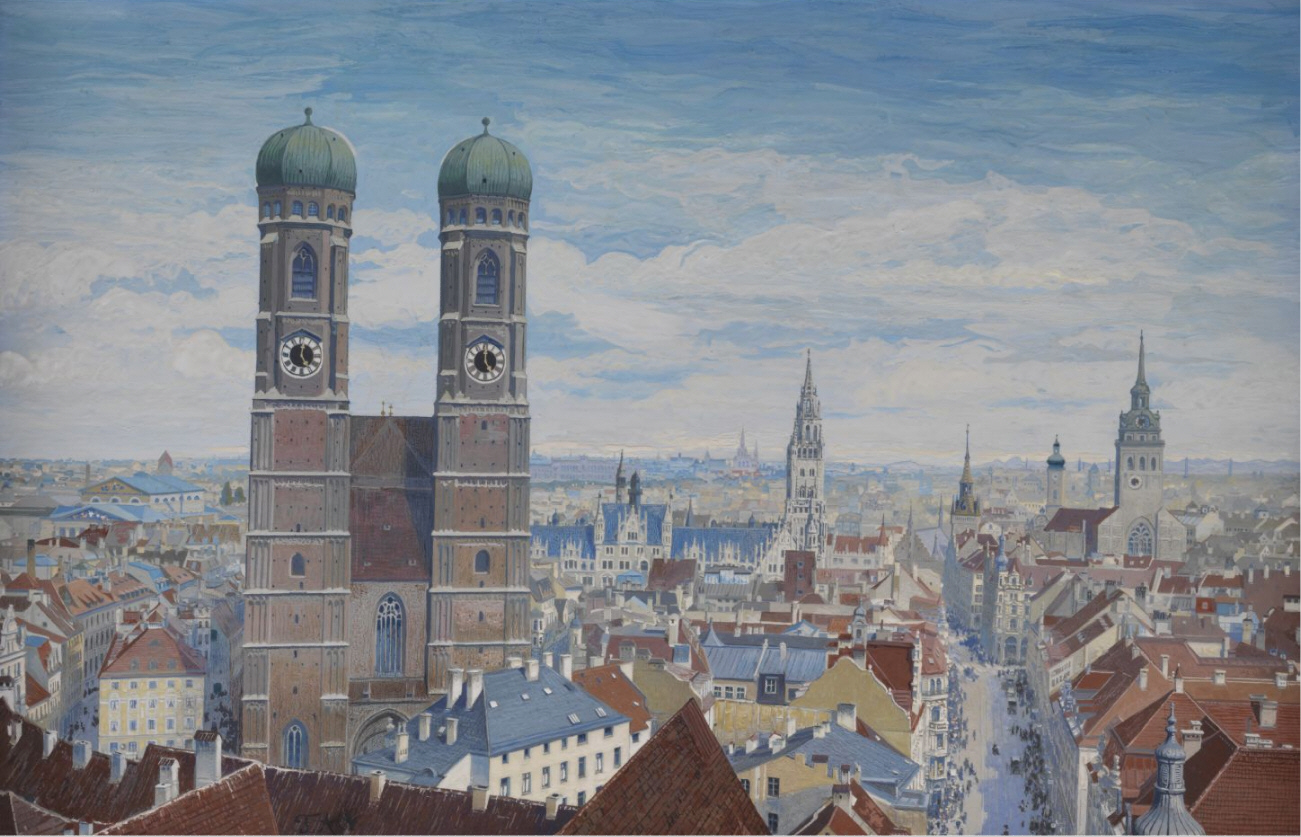
Franz Alt: Blick auf die Frauenkirche (links) und die Kaufingerstraße (rechts), um 1910

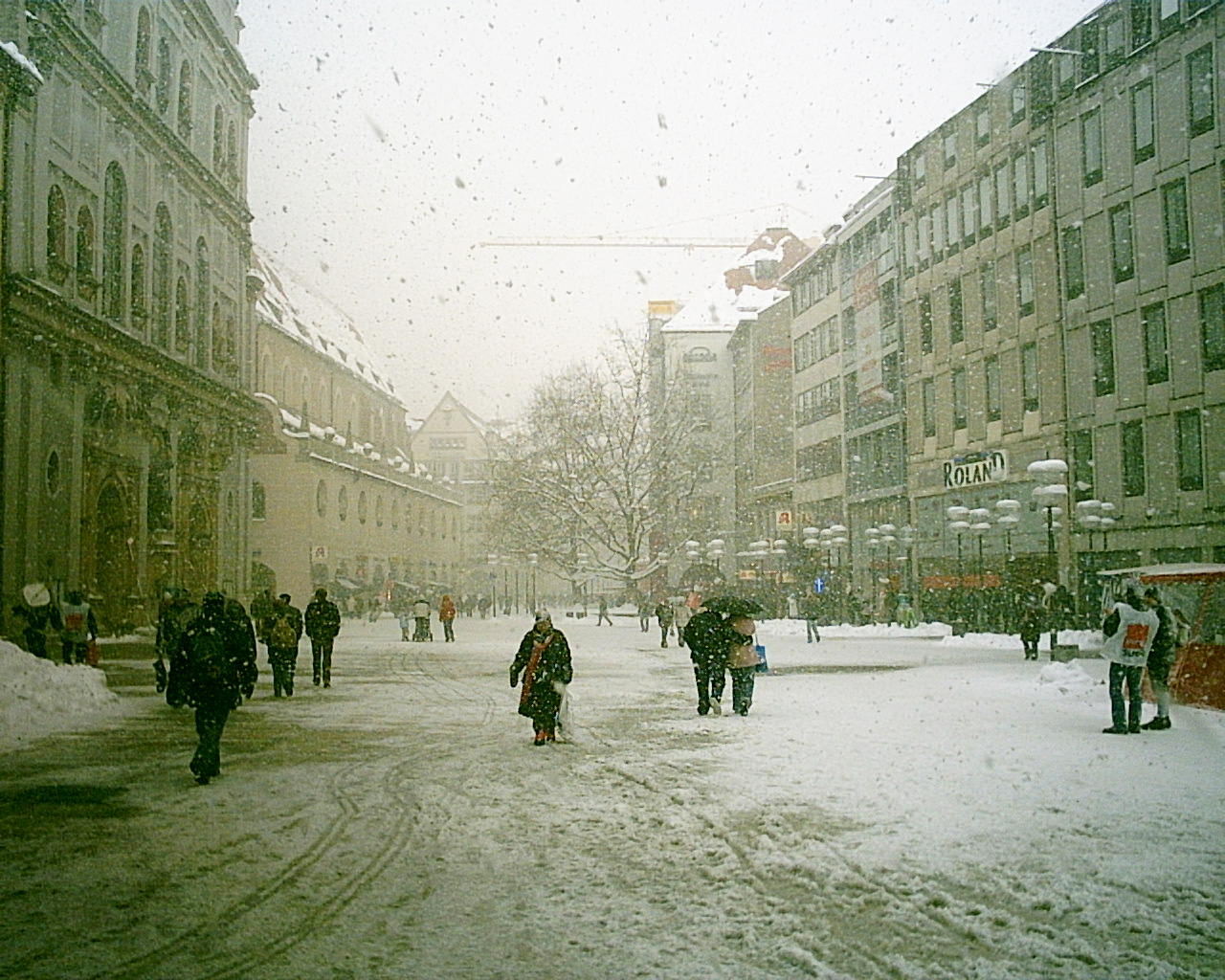
Winteransicht

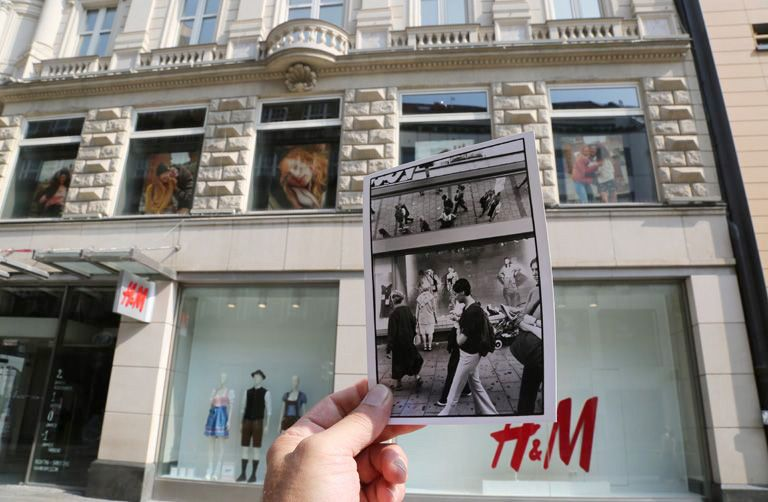
Strukturwandel: An Stelle eines alteingesessen Modegeschäftes seit 2000 eine Filiale von H&M

### Name
Die Kaufingerstraße ist wahrscheinlich nach dem Patrizier Chunradius Choufringer benannt, der in einer Urkunde vom 28. Mai 1239, in der er als Zeuge genannt wurde, zum ersten Mal historisch fassbar ist. Er besaß wohl ein repräsentatives Haus in der Kaufingerstraße. Eine Zeit lang vermutete man als Namensgeberin einen Ort namens „Kaufing“, der allerdings nicht nachweisbar ist. Dennoch wird manchmal in Rekurs auf diese Vermutung die Kaufingerstraße fälschlich getrennt geschrieben.
Die zunächst Kaufringerstraße geschriebene Straße verlor den auf das „f“ folgenden Buchstaben „r“ zum ersten Mal 1379. Spätestens seit dem 17. Jahrhundert wird die Straße nur noch ohne „r“ als Kaufingerstraße bezeichnet.

### Entwicklung
Bereits in der leonischen Stadtanlage besaß die Kaufingerstraße als Teil der Salzstraße eine besondere Stellung. Schon bald errichteten Münchner Kaufleute hier ihre Wohnhäuser. Das Obere Tor, das die Kaufingerstraße abschloss, galt als ein besonders repräsentativer Bau, der das Gebäudeensemble prägte. Das Obere Tor erhielt bald den Namen Chufringer Tor (interessanterweise immer getrennt geschrieben), bevor sich als Name Schöner Turm etablierte. Bereits vor der urkundlichen Ersterwähnung 1316 hieß die Straße Chufringerstraße. Damit gilt die Kaufingerstraße neben dem Rindermarkt als die Straße mit dem ältesten Straßennamen Münchens.
Im 19. Jahrhundert wurden die barocken Wohnhäuser der Münchner Kaufleute durch Kaufhäuser ersetzt, deren größtes das Geschäftshaus Zum Schönen Turm, heute Hirmer Herrenbekleidungshaus, ist.
Während des Zweiten Weltkrieges wurde die Bausubstanz der Kaufingerstraße weitgehend zerstört und schließlich abgetragen. Einer der zahlreichen Verluste war beispielsweise das Palais Lamberg in der Hausnummer 10, aus der ersten Hälfte des 18. Jahrhunderts. Als erstes Nachkriegskaufhaus eröffnete C&A eine einstöckige Barracke am Beginn der Kaufingerstraße.
In den 1990er und den folgenden Jahren wurden die Bauten der 1950er und 1960er Jahre wieder durch postmoderne Baukörper ersetzt.
Die Kaufingerstraße war immer eine sehr bedeutende Verkehrsachse. Seit 1972 ist sie Teil der Fußgängerzone im Münchner Zentrum. Hierzu wurde der Altstadtring errichtet, um den Autoverkehr um die Altstadt zu leiten und der Altstadtabschnitt der Straßenbahnlinien vom Karlsplatz (Stachus) zum Isartor stillgelegt. Als zusätzliche Verkehrsachse wurde im selben Jahr unter der Kaufingerstraße die Stammstrecke der Münchner S-Bahn eröffnet.
Mit durchschnittlich 12.975 Passanten pro Stunde (Stichtag 5. Mai 2011) zählt die Kaufingerstraße zu den umsatzstärksten Einkaufsmeilen in Deutschland. Zudem sind die Mietpreise um die 300 € und Bauplatz-Kaufpreise von 50.000 € pro Quadratmeter (Jahr 2008) in keiner Straße Deutschlands höher als in der Kaufingerstraße. Im Jahr 2008 zählte die Straße damit zu den 10 Einkaufsmeilen (Platz 9) mit den höchsten Mietpreisen der Welt. 2010 war sie mit 11.905 Passanten pro Stunde an dritter Stelle der meistfrequentierten Einkaufsstraßen Deutschlands. 2011 rutschte die Kaufingerstraße auf Platz 4 der meistbesuchten Einkaufsstraßen in Deutschland hinter die Zeil in Frankfurt am Main (13.035 Passanten pro Stunde) ab. Währenddessen erzielte die Neuhauser Straße den zweiten Platz in der Auflistung. Sie war nach einer Untersuchung von Jones Lang LaSalle (JLL) mit 13.515 Passanten pro Stunde am Stichtag die meistbesuchte Straße in München und unterlag der Kölner Schildergasse mit 14.265 Passanten. Auch 2013 belegte die Neuhauser Straße mit 11.920 Passanten den zweiten Platz, diesmal hinter dem Dortmunder Westenhellweg (12.950 Passanten). Dafür ist München die einzige deutsche Stadt, welche gleich 2 Einkaufsstraßen in der Liste der meistbesuchten Fünf führt. Nach einer Analyse von JLL aus dem Jahr 2015 ist die Kaufingerstraße mit einer Spitzenmiete von 360 Euro je Quadratmeter die teuerste Einkaufsstraße Deutschlands. Im Jahre 2019 betrug die durchschnittliche Anzahl der Passanten je Stunde 13.275 und weist damit die höchste Besucherfrequenz aller Einkaufsstraßen in Deutschland auf.

## Sehenswürdigkeiten und Denkmäler

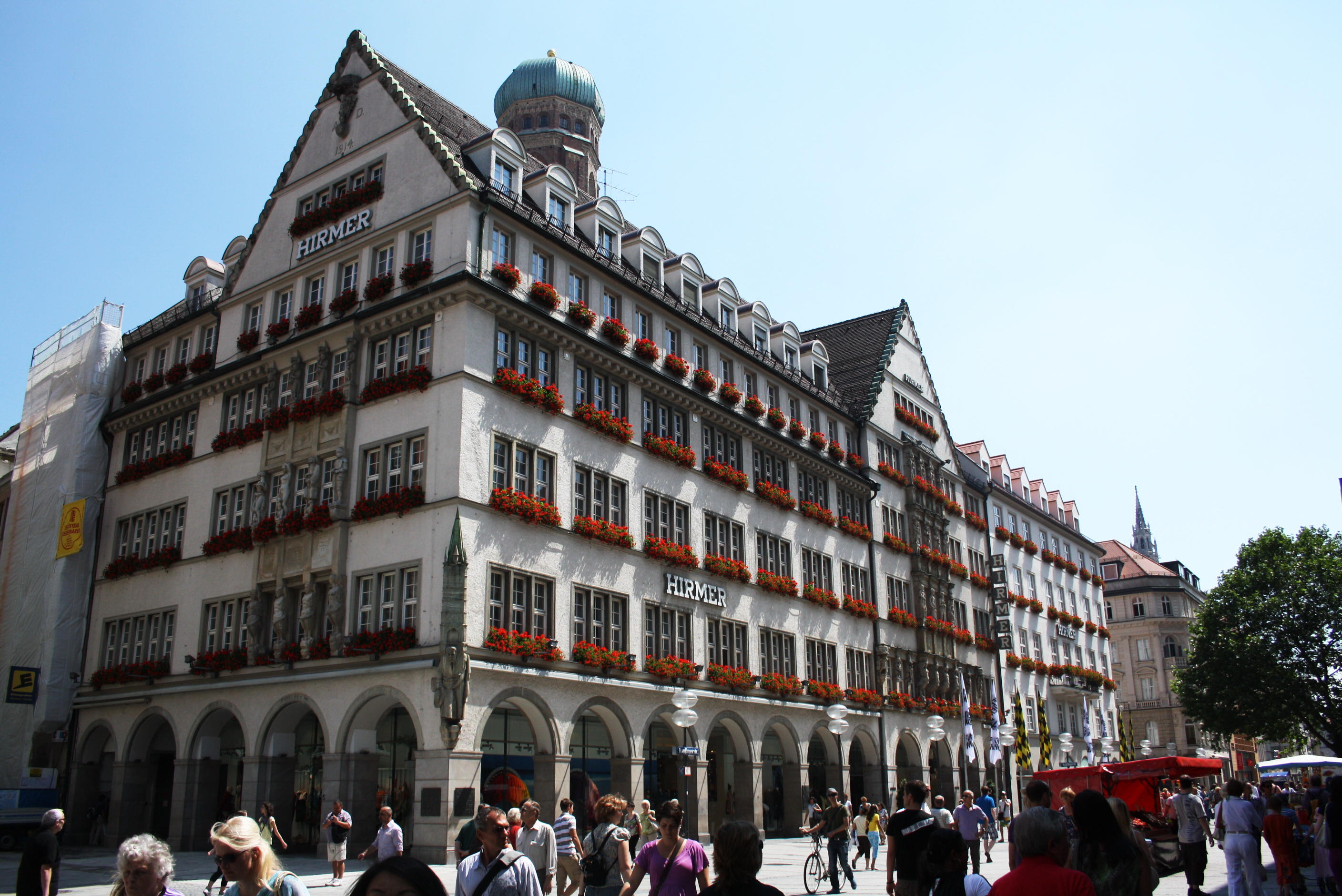
Geschäftshaus zum Schönen Turm

- Wohnhaus Kaufingerstraße 2 (um 1770, heute mit dem Thomass-Eck, Marienplatz 1, verbunden)
- Geschäftshaus Zum Schönen Turm (heute Hirmer, Eugen Hönig & Karl Söldner, 1914; Bildhauerarbeiten von Julius Seidler)
- Erinnerungstafel für den Schönen Turm (am Kaufhaus Hirmer, Kaufingerstraße 28, mit Grundriss im Straßenpflaster)